# ثوم شرقي
الثوم الشرقي (باللاتينية: Allium orientale) نوع نباتي عشبي يتبع جنس الثوم من الفصيلة الثومية.

## الموئل والانتشار
ينتشر في بلاد الشام ووادي النيل والمغرب العربي وتركيا.